# Bordentown
Bordentown város az USA New Jersey államában, Burlington megyében. Lakosainak száma 3993 fő (2020. április 1.).

## Népesség
A település népességének változása:

| 2010 | 3 924 |
| 2020 | 3 993 |